# Joaíma (kommun)
Joaíma är en kommun i Brasilien.   Den ligger i delstaten Minas Gerais, i den östra delen av landet, 700 km öster om huvudstaden Brasília. Antalet invånare är 14 930.
Följande samhällen finns i Joaíma:
- Joaíma

Omgivningarna runt Joaíma är huvudsakligen savann. Runt Joaíma är det glesbefolkat, med 13 invånare per kvadratkilometer.